# Lasanius
Lasanius is een geslacht van uitgestorven kaakloze vissen uit de orde Anaspida.

## Beschrijving
De lichaamslengte lag tussen de 27 en 40 mm.

## Vondsten
Fossielen werden gevonden in Ayrshire, Muikirk, Schotland en Seggholm.